# Cantone di Captieux
Il Cantone di Captieux era una divisione amministrativa dell'arrondissement di Langon.
A seguito della riforma approvata con decreto del 20 febbraio 2014, che ha avuto attuazione dopo le elezioni dipartimentali del 2015, è stato soppresso.

## Composizione
Comprende i comuni di:
- Captieux
- Escaudes
- Giscos
- Goualade
- Lartigue
- Saint-Michel-de-Castelnau